# イフ・アイ・ウォズ・ユア・ガールフレンド
「イフ・アイ・ウォズ・ユア・ガールフレンド」（If I Was Your Girlfriend）はプリンスのシングル。2枚組の9thアルバム『サイン・オブ・ザ・タイムズ』(Sign o' the Times)からの2枚目のシングルとして1987年5月6日に発売された。
この楽曲はイギリスの全英シングルチャートで20位、イタリアでも7位になるなどヨーロッパでは比較的高いチャート順位であったが、本国のアメリカではビルボードR&Bチャートで12位を記録したものの、全米シングルチャートの方では67位止まりとなり、同アルバムからの他のシングル「サイン・オブ・ザ・タイムズ」(Sign o' the Times)や「ユー・ガット・ザ・ルック」(U Got the Look)のような大ヒットにはならなかった。
しかしながら、作品の質的には高く評価する声もあり、1994年にはTLCにカバーされるなど楽曲的に好評で、レディー・ガガやジェイ・Zなど、多くのラッパーの楽曲でサンプリングに使われている人気の高い作品である。

## 制作・録音
作詞作曲とプロデュースは、従来の楽曲同様にプリンス自身が手掛けている。当時プリンスが、恋人だった歌手のスザンナ・メルヴォワン（ザ・ファミリーのメンバー）と彼女の一卵性双子の姉妹ウェンディ・メルヴォイン（ザ・レヴォリューションのギタリスト）との間の親密な絆に対して嫉妬を感じたことから出来上がった歌詞だとされ、男性目線で「もしも僕が君のガールフレンドだったら」と想像しながら、僕が君の男（恋人）だった時には忘れていたことを話してくれるのか、ガールフレンド（親友）だったら、もっと自分に心を開いてくれるのかを問う内容になっている。
1983年から交際し婚約していたスザンナとプリンスは、1986年の映画『プリンス/アンダー・ザ・チェリー・ムーン』の公開後に別れたが、彼女はプリンスにとっての「最愛の女性」だったと言われており、プリンスが突然とザ・レヴォリューションを解散させた理由も、失恋したスザンナと瓜二つのウェンディがバンドのメンバーにいることが耐えられなかったからではないかと推察されている。
録音は、カリフォルニア州ハリウッドのサンセット・サウンド・レコーダーズで、プリンス、コーク・ジョンソン (Coke Johnson)、スーザン・ロジャースによって1986年に行われ、マスタリングは、バーニー・グランドマンが担当した。
曲の冒頭には、フェリックス・メンデルスゾーンの『結婚行進曲』の一部が使用され、スパイダー・Dの1980年のシングル「ビッグ・アップル・ラッピン」(Big Apple Rappin’ (National Rappin’ Anthem))と、ドイツのバンド・タンジェリン・ドリームの1985年の楽曲「イエローストーン・パーク」(Yellowstone Park (Rocky Mountains))がサンプリングされている。
「イフ・アイ・ウォズ・ユア・ガールフレンド」は、元々はプリンスが1986年に「カミーユ」(Camille)という架空の女性アーティストになりきりながら、自身のボーカルを両性具有的な声に人為的にピッチアップして制作された未発表の覆面アルバム『カミーユ』(Camille)用に作成された女性視点の楽曲であった。
この人為的なピッチアップは、まずリズム・トラックや演奏を女性歌手のキーに合わせてレコーディングした後、その女性キーでプリンスが歌う際に、テープの回転数を大幅に落として（必然的にキーも下がる）録音し、再生時に元の回転数に戻して早めて高音にするやり方である。当時は録音の際にテープが使用されていた。
『カミーユ』リリースのプロジェクトが破棄された時に、女性視点で歌われた楽曲は修正されて、『クリスタル・ボール』(Crystal Ball)という別のアルバムのために収録することにしたが、そのプロジェクトも結局はレコード会社との意見の相違で取り消しとなり、3枚組の大作『クリスタル・ボール』に入れた「イフ・アイ・ウォズ・ユア・ガールフレンド」を含む15曲を1987年の9thアルバム『サイン・オブ・ザ・タイムズ』に収録することになった経緯がある。
前述したように、この「イフ・アイ・ウォズ・ユア・ガールフレンド」で採用している子供のような甲高い特徴的な声を実現するため、プリンスは、あえて意図したピッチより数オクターブ下で、ゆっくりと歌って、その後にボーカルの速度を上げる操作をし、ピッチが上がるようにしている。この操作技術は、『カミーユ』の他の楽曲の「ストレンジ・リレイションシップ」(Strange Relationship)、「ハウスクウェイク」(Housequake)、「フィール・ユー・アップ」(Feel U Up)、「ショッカデリカ」(Shockadelica)、「グッド・ラヴ」(Good Love)、「ロックハード・イン・ア・ファンキー・プレイス」(Rockhard in a Funky Place)などでも応用されている。

## 評価
ロックンロール雑誌『トラウザー・プレス』は、「イフ・アイ・ウォズ・ユア・ガールフレンド」をアルバム中のハイライトの一つに挙げながら、「驚くほど成熟した方法で関係を再定義している楽曲」(which redefines a relationship in a surprisingly mature way)だと評価している。

## トラック・リスト

### 7インチ・シングル
| #  | タイトル                                                                                 | 作詞 | 作曲・編曲 | 時間 |
| -- | ---------------------------------------------------------------------------------------- | ---- | ---------- | ---- |
| 1. | 「イフ・アイ・ウォズ・ユア・ガールフレンド (If I Was Your Girlfriend)」(エディット Edit) |      |            | 3:46 |
| 2. | 「ショッカデリカ (Shockadelica)」                                                        |      |            | 3:29 |

### 12インチ・シングル
| #  | タイトル                                                                           | 作詞 | 作曲・編曲 | 時間 |
| -- | ---------------------------------------------------------------------------------- | ---- | ---------- | ---- |
| 1. | 「イフ・アイ・ウォズ・ユア・ガールフレンド (If I Was Your Girlfriend)」            |      |            | 4:54 |
| 2. | 「ショッカデリカ (Shockadelica)」(エキステンデッド・ヴァージョン Extended version) |      |            | 6:12 |

## レコーディング・ミュージシャン
出典は
- プリンス - リード・ボーカル、インストゥルメンション、レコーディング・エンジニア
- コーク・ジョンソン (Coke Johnson) – レコーディング・エンジニア
- スーザン・ロジャース（英語版） - レコーディング・エンジニア
- バーニー・グランドマン - マスタリング・エンジニア

## ライヴ・パフォーマンス
アルバムの発売に合わせて行われたヨーロッパ・ツアーを中心に撮影されたライヴ映画『サイン・オブ・ザ・タイムズ』(Sign o' the Times)に収められているパフォーマンスでは、セクシー・ダンサーのキャット・グローバーもバック・ボーカルに加わり、曲の最後ではキャットとのエロティックな絡みを見せている。

## チャート記録

### 週間
| チャート(1987)                                                                        | 最高位 |
| ------------------------------------------------------------------------------------- | ------ |
| アメリカ「ホット100・シングルチャート」(Billboard Hot 100)                            | 67     |
| アメリカ「ホットR&B/ヒップホップ・シングルチャート」(Billboard Hot R&B/Hip-Hop Songs) | 12     |
| アメリカ「ダンス・シングル・セールス」(Dance Singles Sales)                           | 32     |
| イギリス「全英シングルチャート」(UK Singles Chart)                                    | 20     |
| ベルギー「ウルトラトップ50」(Ultratop)                                                | 14     |
| イタリア「音楽ディスク・チャート」(Musica e dischi)                                   | 7      |
| オランダ「シングル・トップ100」(Dutch Single Top 100)                                 | 17     |
| スイス「シュヴァイツァー・ヒットパラーデ」(Swiss Hitparade)                           | 15     |

## オールタイム・ランキング
| 出版媒体（国）                                         | ランキング名称                                                                                | 位  | 発表年度 |
| ------------------------------------------------------ | --------------------------------------------------------------------------------------------- | --- | -------- |
| ブレンダー誌（米） (Blender)                           | あなたが生れてからの最も偉大な500曲（1980–2005） (The 500 Greatest Songs Since You Were Born) | 412 | 2005     |
| アメリカン・ソングライター（米） (American Songwriter) | プリンス・ソングス・トップ10 (The Top 10 Prince Songs)                                        | 10  | 2022     |

## カバー・アーティスト
- TLC（1994年） - アルバム『クレイジーセクシークール』に収録[5][8]。
  - プロデュースはショーン・パフィ・コムズとチャッキー・トンプソン（英語版）[8][28]。最初はメアリー・J. ブライジの2ndアルバム『マイ・ライフ』（1994年）用に制作されたものであったが結局は総合的な判断で見送られ、TLCに提供されたもの[28]。このカバーのサンプリングには、ザップの1986年のシングル「コンピューター・ラブ」(Computer Love)が使用されている[28]。

- イールズ（2008年） - コンピレーション・アルバム『Useless Trinkets: B-Sides, Soundtracks, Rarities and Unreleased 1996–2006』に収録[29]。
  - プロデュースはマーク・オリヴァー・エヴェレット（英語版）[29]。

## 他の楽曲へのサンプリング
出典は
- Yo-Yo（英語版）「Ain’t Nobody Better」（1991年） - アルバム『Make Way for the Motherlode』に収録。
- ザ・クリック（英語版）「If I Took Your Boyfriend」（1995年） - アルバム『Game Related』に収録。
- リル・ロブ（英語版）「Somethin’ 2 Relate 2」（1997年） - アルバム『Crazy Life』に収録。
- スカーフェイス（英語版）「Jesse James」（1994年） - アルバム『The Diary』に収録。
- アイス・キューブ「X-Bitches」（1998年） - アルバム『War & Peace Vol. 1 (The War Disc)』に収録。
- ジェイ・Z feat.ビヨンセ「’03 Bonnie & Clyde」（2002年） - アルバム『The Blueprint 2: The Gift & The Curse』に収録。
- 2パック「Thugz Get Lonely Too (Alt Version) 」「Thugs Get Lonely Too (Solo Original Version) 」（2004年） - アルバム『ロイヤル・トゥ・ザ・ゲーム』に収録。
- プリンス「ミュージコロジー」(Musicology)（2004年）- アルバム『Musicology』に収録。
- モブ・ディープ「Young Luv」（2007年） - アルバム『The Infamous Archives』に収録。
- 50セント「Last Chance」（2007年） - 『50 Cent: Blood on the Sand』のサウンドトラックに収録。
- レディー・ガガ「Jewels N’ Drugs」（2013年）- アルバム『アートポップ』に収録。
- ジョーイ・バッドアス「Y U DON’T LOVE ME? (MISS AMERIKKKA) 」（2017年） - アルバム『All-Amerikkkan Badass』に収録。

## 他の楽曲へのインターポレイト（補間）
出典は
- ブラックストリート「Booti Call (T.R. Pop Mix)」「Booti Call (T.R. Doggie Mix)」「Booti Call (Doggie Dub Mix) 」「Booti Call (No Rap Radio Mix) 」（1994年） - シングル「Booti Call」に収録。
- プリンス「パープル・メドレー」(Purple Medley)（1995年）